# Potthastia gaedii
Potthastia gaedii är en tvåvingeart som först beskrevs av Johann Wilhelm Meigen 1838.  Potthastia gaedii ingår i släktet Potthastia och familjen fjädermyggor. Arten är reproducerande i Sverige. Inga underarter finns listade i Catalogue of Life.